# 加油布蘭登 (歌曲)
〈Let's Go Brandon〉為美國饒舌歌手洛扎·亚历山大的單曲。它是一首抗爭歌曲，主要是批評美國總統祖·拜登在他的任期内為國家的服務。該歌曲的副歌「加油布蘭登（Let's Go Brandon）」也成了網路迷因及政治口號，該口號是取代“操你祖·拜登”。
2021年10月30日，該歌曲于《公告牌》百强單曲榜位居第45名。
該音樂影片出現了洛扎戴著“讓美國再次偉大”的帽子，以支持美國共和黨的候選人唐納德·特朗普參加2016年美國總統選舉和2020年美國總統選舉。該歌曲也批評祖·拜登當選總統。

## 榜單
| 榜單（2021年）               | 最高排名 |
| ---------------------------- | -------- |
| 美國（《公告牌》百强單曲榜） | 45       |